# Raquel Bigorra
Raquel Bigorra Pérez (La Habana; 15 de junio de 1974) es una conductora, modelo, actriz, columnista, escritora y cantante cubanomexicana.

## Biografía
Bigorra inició como modelo a la edad de 14 años en su país natal. En 1993, formó parte del coro del cantante cubano Alfredo Rodríguez mientras trabajaba como presentadora del programa Pasacalle en el canal UHF TeleMadrid.
Se graduó del Centro de educación Artística (CEA) de Televisa y estudió la licenciatura en Español y Literatura en La Habana, Cuba. Fue conductora del programa Ecos de la moda en la cadena internacional ECO.
En 1996, Raquel formó parte del equipo de conductores de Ritmoson, canal de videos, entrevistas y música latina que se transmitía por cable.
A lo largo de tres meses, presentó en la televisión mexicana las cápsulas de la Lotería Nacional en el Canal 2 de Televisa, así como diferentes programas especiales sobre música, en el mismo canal, ejemplo ediciones de Festival Acapulco.
En 1999, en el Canal 9 de Televisa condujo el programa de concursos Todo se vale. En 2003 fue conductora del programa Nuestra casa, al lado de Jorge Muñiz, Carmen Muñoz, Talina Fernández y Claudia Lizaldi.
A finales de 2004 inició su carrera como cantante y lanzó su álbum de estudio debut Y no me importa, a través de la compañía discográfica independiente Mercury Records. En 2005 participó en el programa de telerrealidad Big Brother en su quinta edición.
A principios de 2006 participó y ganó en la segunda etapa de Cantando por un Sueño. Posteriormente en ese mismo año, participó como coconductora del show Bailando por la boda de mis sueños.
De 2007 a 2010 condujo el programa de variedades TV de Noche, en el Canal 4 de Televisa, junto con Jorge "Coque" Muñiz, Andrea García y Denisse Padilla "La Mapacha".
En el 2008 publicó su segundo álbum de estudio Para que sufras.
En octubre de 2010, firmó con la televisora TV Azteca para formar parte del programa Justo a tiempo, junto a Mauricio Barcelata. En ese mismo año se integró como conductora principal al programa matutino Venga la alegría. A finales del 2014 abandonó el programa para dar a luz a su hija.
En el 2011 realiza el programa de concursos Reina por un día siendo este el primer programa en el cual la conductora fue la única y estelar presentadora, iniciado por Azteca Trece. A lo que posterior el programa cambió al formato de talk show llamado El show de Raquel, cancelado a una semana de su estreno. También en este mismo año realizó el programa Yo me quiero casar ¿y tú?. El 30 de abril de 2011 comenzó la transmisión del programa Lotería Mexicana conducido por Raquel y Mauricio Mancera.
El 3 de diciembre de 2011 contrajo matrimonio con el productor Alejandro Gavira en una ceremonia religiosa que se realizó en La Catedral Metropolitana de la Ciudad de México.
En el 2013 se integra al equipo de columnista del diario Basta. Realizando hasta hoy en día 3 columnas que aparecen los martes, miércoles y viernes. 
En este mismo año participó como conductora del programa México baila junto a Rafael Araneda y fue transmitido los sábados en Azteca Trece. 
El 22 de julio de 2014, luego de muchos intentos la conductora de Venga la alegría anunció su embarazo.
El 7 de enero de 2015, la conductora junto a su esposo Alejandro Gavira se convirtió en madre de una niña que fue nombrada como Rafaella.
El 30 de mayo de 2015 regresa nuevamente a la televisión mexicana con el programa Raquel y Daniel compartiendo créditos con Daniel Bisogno, sin embargo salió del aire el 31 de octubre de 2015, debido a la crisis económica por la que atravesó la cadena TV Azteca.
En noviembre de 2015 la conductora vuelve a ser firmada por TV Azteca por 5 años más de exclusividad, lo cual no terminó dicho contrato.
En enero de 2016 forma parte de la obra de teatro El Sirenito, teniendo una exitosa temporada. 
El 1 de julio de 2016 realiza el lanzamiento de su primer libro Manual de la buena esposa con la editorial Penguin Random House y el sello Aguilar apoyada por el Dr. César Lozano.
El 25 de julio de 2016 regreso a la pantalla chica con el programa titulado Las tardes con la Bigorra por la pantalla de TV Azteca. El 15 de mayo de 2017 año se integró al programa de Cocineros Mexicanos transmitido por Azteca Trece.
El 22 de mayo se integró al programa Cuídate de la cámara transmitido por Canal Sony, E! Entertainment Television y Telemundo.
Durante 2019-2020 fue conductora de Tu Casa TV. En la cadena televisiva MVS.
En 2021 la presentadora regresa a Televisa, después de 10 años para la emision + Noche transmitido por Unicable y Las Estrellas.

## Vida personal
Hija de Antonio Bigorra quien es Ingeniero Industrial y Rebeca Pérez, quien se dedicaba a administrar una farmacia, tiene un hermano Antonio Bigorra Pérez, Gerente de estrella Insurance Miami.

## Trayectoria
Televisión
- Riquísimos por cierto (2025) - Martha / Evelia[23]
- Gloria Trevi: ellas soy yo (2023) - Sara Soto[24]
- La casa de los famosos México (2023)[1] - Participante
- Las estrellas bailan en Hoy (2021)[25] - Participante
- Big Brother VIP 4 (2005) - Participante

Conducción
- Tu Casa TV (2019-2020)
- Cuídate de la cámara (2016-2017)
- Cocineros Mexicanos (2017)
- Las tardes con la Bigorra (2016-2017)
- Raquel y Daniel (2015)
- México baila (2013)
- Soy tu doble (1a. Temporada) (2012)
- Venga el domingo (2012-2014)
- Lotería nacional (2011)
- Buena suerte (2011)
- Yo me quiero casar ¿y tú? (2011)
- El show de Raquel (2011)
- Reina por un día (2011)
- Justo a tiempo (2010)
- Venga la alegría (2010-2014)
- Juguetón Azteca (2010-2011)
- Nuestra casa (2004-2006)
- Tv de noche (2007-2010)
- Buscando a Timbiriche: La Nueva Banda (2007)
- Reyes de la canción (2006)
- Bailando por la boda de mis sueños (2006)
- Cantando por un sueño (2006)
- Ecos de la moda (1999)
- Telejuegos (2001-2003)
- Ritmoson Latino (1996-2000)

Teatro
- El sirenito (2016-Vigente)
- Tenorio cómico (2012-2015)
- Corre por tus viejas (2013)
- Manos quietas (2013)
- Qué plantón (2008)

## Discografía
- 2004: Y No Me Importa
- 2008: Para Que Sufras